# 白永恩神父社會福利基金會
白永恩神父社會福利基金會（Beunen Fundation），全稱財團法人天主教白永恩神父社會福利基金會，創立於2001年，主要為台灣的身心障礙者、身心障礙孩童、發展遲緩兒童以及社區長者提供照顧服務，為台灣的社會福利團體之一。

## 簡介
該會起源於長期致力於台灣社會福利的白永恩神父，1972年他創辦台北聖安娜之家，收容照顧重度智障及身心障礙兒童。2001年，因感念白永恩神父對身障孩童的奉獻，天主教遣使會中華省會捐助成立「財團法人天主教白永恩神父社會福利基金會」，辦理發展遲緩兒童、身障兒童、身心障礙成人、社區長者等相關照顧服務，服務據點位於台北、宜蘭、高雄、臺東、臺南等共17處，現任董事長為費克強神父。

## 服務項目
- 身心障礙者全日型/日間照顧服務

- 身心障礙者社區居住作業設施服務

- 發展遲緩及身障兒童早療服務

- 長照養護/日間照顧服務

- 長照社區關懷據點、居家服務

- 長照送餐、交通服務

- 弱勢家庭生活補助、急難救助[2]

## 服務據點

### 臺北地區
- 白永恩基金會行政總部
- 聖安娜之家（照顧中重度以上身心障礙者[5]）
- 聖文生樂活工坊（提供發展遲緩或特殊兒童早期療育服務[2]）
- 士林社區居住家園（提供身障者家庭般的生活環境[5]）

### 南部地區
- 臺南辦公室-恩典工坊
- 高雄分事務所

### 宜蘭地區
- 聖方濟老人長期照顧中心
- 聖方濟居家長照機構
- 聖方濟開蘭社區式長照機構
- 聖方濟新興社區式長照機構
- 聖方濟大溪社區式長照機構

### 臺東地區
- 臺東辦公室
- 金崙友善工坊（訓練身障者工作技能[6]）
- 太麻里賽谷工坊（訓練身障者工作技能[7]）
- 大武布建日照（訓練身障者工作技能[7]）
- 賓茂樂活站（訓練身障者工作技能[7]）

## 外部連結
- 真心看台灣 天主教白永恩神父社會福利基金會 （页面存档备份，存于）
- 白永恩基金會希望填滿東台灣福利缺口
- 信華、忠義基金會 關懷弱勢兒童